# 1708 en philosophie
Chronologie de la philosophie
- 1704
- 1705
- 1706
- 1707
- 1708
- 1709
- 1710
- 1711
- 1712

L’année 1708 a été marquée, en philosophie, par les événements suivants :

## Publications
- Anthony Collins : Lettre à Dodwell sur l'immortalité de l'âme.

- Nicolas Malebranche : Entretien d'un philosophe chrétien et d'un philosophe chinois sur l'existence et la nature de Dieu (1708)

- John Norris (philosophe) : Discours sur l'immortalité naturelle de l'âme.

- Giambattista Vico : De la méthode des études de notre temps (De nostris tempore sudiorum ratione), 1708 traduction du texte intégral avec présentation par Alain Pons (sur le site de MCXAPC)

## Décès
- 20 avril : Damaris Cudworth, Lady Masham (née le 18 janvier 1659) est une théologienne anglaise et militante pour l'éducation des filles, considérée proto-féministe. Elle surmonte des problèmes de vue et le manque d'accès à une éducation normalisée pour gagner le respect de philosophes de son époque. En plus de sa correspondance étendue, elle publie deux ouvrages, A Discourse Concerning the Love of God (1696) et Thoughts in reference to a Vertuous or Christian Life (1705). Elle est particulièrement reconnue pour sa longue et fructueuse amitié avec le philosophe John Locke.